# بيتر بولوسكي
بيتر بولوسكي (بالمجرية: Pölöskey Péter)‏ هو لاعب كرة قدم مجري في مركز الهجوم، ولد في 11 أغسطس 1988 في بودابست في المجر. لعب مع نادي دبرتسني ونادي فيرينتسفاروشي.